# Левин, Борис Ейлевич
Борис Ейлевич (Ильич) Левин (1919—1993) — советский учёный в области ферросплавов, доктор технических наук, профессор, лауреат Сталинской премии 1951 года.

## Биография
В 1941 году окончил Московский институт стали (будущий МИСиС), выпускник кафедры электрометаллургии физико-химического факультета. По состоянию на 1951 год работал там же старшим научным сотрудником.
В 1952—1959 гг. зав. отделом, в 1959-1963 гг. зав. лабораторией ЦНИРТИ (Центральный научно-исследовательский радиотехнический институт им. ак. А. И. Берга) Министерства радиотехнической промышленности СССР.
С 1963 года профессор кафедры материаловедения полупроводников МИСиС. Читал курс технологии ферритов.
В 1951 году вместе с соавторами удостоен Сталинской премии за учебник «Производство ферросплавов».
Среди его учеников — Леонид Михайлович Летюк, заслуженный деятель науки РФ.

## Сочинения
- Производство ферросплавов [Текст] : Электрометаллургия : [Учебник для студентов вузов по специальности «Металлургия черных металлов»] / В. П. Елютин, Ю. А. Павлов, Б. Е. Левин, Е. М. Алексеев. — 2-е изд., перераб. и доп. — Москва : Металлургиздат, 1957. — 436 с. : ил.; 23 см.
- Физико-химические основы получения, свойства и применение ферритов [Текст] : [учебное пособие для вузов по спец. "Технология спец. материалов электрон. техники] / Борис Ейлевич Левин, Юрий Дмитриевич Третьяков, Леонид Михайлович Летюк. — Москва : Металлургия, 1979. — 471 с.

Переводчик книг:
- Гуденаф, Джон. Магнетизм и химическая связь [Текст] / Перевод с англ. Д. М. Мазо и Б. Е. Левина ; Под ред. Б. Е. Левина и С. С. Горелика. — Москва : Металлургия, 1968. — 325 с. : черт.; 22 см.
- Комсток, Джорж Фредерик. Титан в чугуне и стали [Текст] / Перевод Б. Е. Левина [и др.] ; Под ред. проф. В. П. Елютина. — Москва : Изд-во иностр. лит., 1956. — 355 с. : ил.; 21 см.
- Растровая электронная микроскопия. Разрушение [Текст] : справочник / Л. Энгель, Г. Клингеле; пер. с нем. Б. Е. Левина; под ред. М. Л. Бернштейна. — Москва : Металлургия, 1986. — 230, [1] с. : ил.; 26 см.
- Технология термической обработки стали / [Р. Бернст, З. Бемер, Г. Дитрих и др.]; Пер. с нем. Б. Е. Левина. — Москва : Металлургия, 1981. — 607 с. : ил.; 22 см.